# Электрозаводский мост
Электрозаво́дский мост находится в Москве через реку Яузу на Большой Семёновской улице. Построен в 1954 году по проекту инженеров Ю. Ф. Вернера, С. М. Замятина и архитектора С. П. Леонтовича на месте Рубцовского (ранее Покровского) моста.
Под мостом проходят:
- По левому берегу — до моста Преображенская набережная; после моста Семёновская набережная.
- По правому берегу — до моста Русаковская набережная; после моста Рубцовская набережная.

## История
Построен в 1954 году по проекту инженеров Ю. Ф. Вернера, С. М. Замятина и архитектора С. П. Леонтовича на месте Рубцовского (или Покровского) моста. В 2020 году был проведён капитальный ремонт моста.

## Происхождение названия
Название мост получил от находящегося рядом Электрозавода.

## Соседние мосты через Яузу
- выше по течению реки — пешеходный мост на Преображенской набережной
- ниже по течению реки — железнодорожный мост Казанского направления МЖД